# 林以文
林以文（日语：／，1913年12月14日—1976年3月26日）是日本籍臺灣企業家、政治人物。惠通企業（現在的Humax）創始人、會長。歷任東京華僑總會會長、日本華僑聯合總會（現在的日本中華聯合總會）會長。1973年至1976年間是臺灣的僑選立法委員。

## 生平

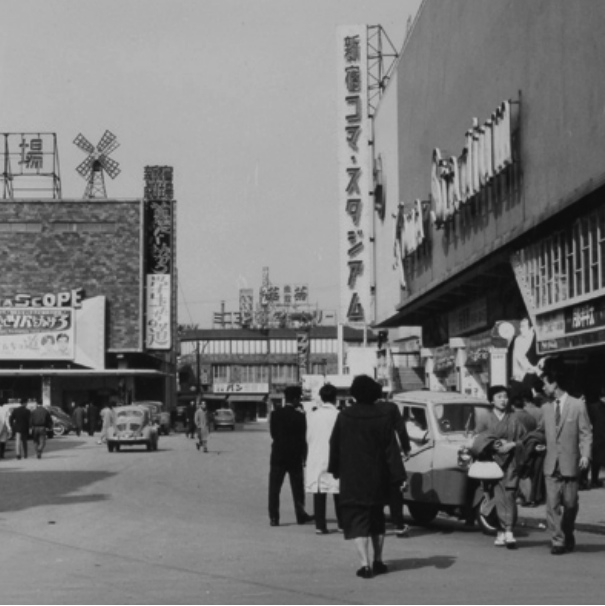
東京都新宿區歌舞伎町，左側是林以文創建的新宿劇場、右側是東宝的新宿KOMA劇場。1960年（昭和35年）2月攝。

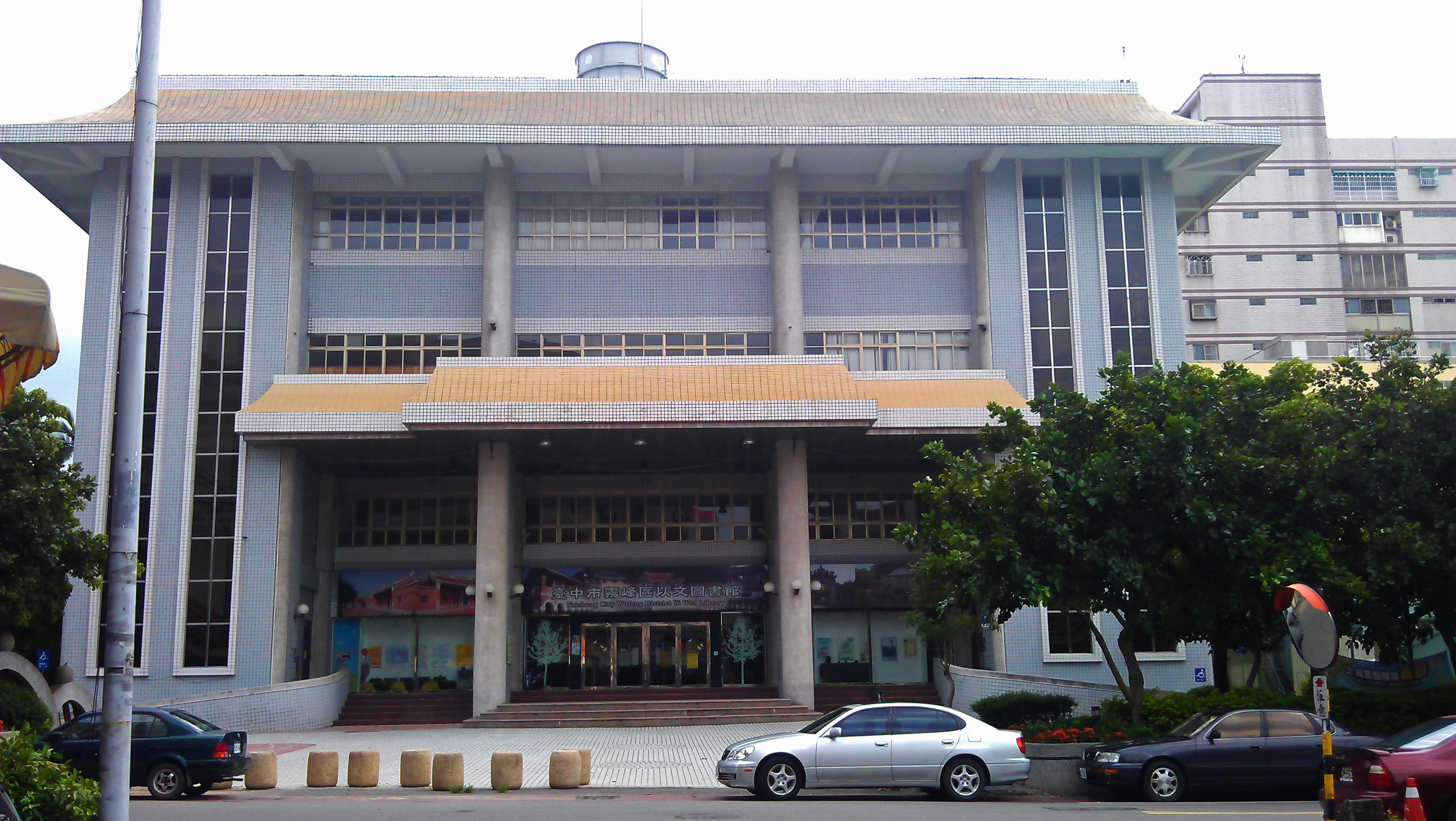
以其名字命名的臺中市霧峰區以文圖書館。

林以文於1913年（大正2年）12月14日出生於日本統治時代的臺灣臺中州大屯郡霧峰庄柳樹湳（現在的臺灣臺中市霧峰区南柳里或北柳里）。是家中第三男。兄弟林以德、以正、以和、以賢都曾協助林以文在日本的事業。他們雖是霧峰出身，但與霧峰林家沒有關係。但也有訪談指出霧峰林家的林獻堂與林以文可能是霧峰同鄉同輩的遠房堂兄弟。
從臺中州立臺中商業学校（現在的國立臺中科技大學）畢業之後就搬到了東京。1935年（昭和10年）12月11日長男林瑞祥出生、1937年（昭和12年）3月27日次男林瑞禎出生、1941年（昭和16年）3月15日三男林瑞峰出生、1943年（昭和18年）8月14日四男林光男出生。1943年從中央大学經濟學部畢業，二戰期間在日本曹達旗下的中西製藥廠擔任廠長。
二戰結束后，1947年（昭和22年）4月，林以文重建了戰前很繁榮的紅磨坊新宿座。同年12月，林以文的新宿地球座電影院（歌舞伎町753番地）開業，是當地最早的商業場所。翌年（昭和23年）5月創辦惠通企業株式會社，致力於地球座等產業的經營。與岸信介、福田赳夫等日本政界人士有來往，同年就任東京華僑總會會長。紅磨坊新宿座在1951年（昭和26年）5月關閉。同年就任日本華僑聯合總會會長，最終卒於任上。1953年（昭和28年）1月2日、在地球座斜對面新建了新宿劇場（歌舞伎町879番地），上演與紅磨坊相同的戲劇。古川綠波也曾在這裡出演，後來又改成了西方巡迴演出用場館。1956年（昭和31年）《實業界》4月号以“演藝界風雲兒林以文此人”（興行界の風雲児 林以文という男）為名對林以文進行了大幅介紹。
1958年（昭和33年）4月設立恵通不動産株式會社，同年6月設立恵通商事株式會社及株式會社地球會館，同年12月新宿地球會館落成。同年7月，在其臺灣故鄉建立“錦順紀念館”，并贈予當地學校很多樂器。此時林以文開始涉足日本房地產業，1961年（昭和36年）2月於宮城縣仙台市郊外建造了3萬坪的“惠通苑”，1963年（昭和38年）3月又建造了23萬坪的“越路苑”。同年11月，澀谷地球會館建成。1965年（昭和40年）11月，Joypack Film株式會社（即現在的HUMAX）成立，開始涉足電影製作。同年，有林以文協助建立的霧峰鄉圖書館成立，並命名為霧峰鄉以文圖書館（今臺中市霧峰區以文圖書館）。
1970年（昭和45年）10月，歌舞伎町的新宿劇場關閉，翌年（昭和46年）10月在原地新建一座大廈。1973年（昭和48年），當選台湾僑選立法委員，卒於任上。1975年（昭和50年）4月5日蒋介石去世，林以文向《SPA!》寄文追悼。同年5月從惠通企業的常務董事上退任，由三男林瑞接替Joypack Film社長職務。
1976年（昭和51年）3月26日上午8時因腦出血在東京都自己家中去世。由副總理福田赳夫擔任起葬儀委員長、亞東關係協會駐日代表馬樹禮擔任副委員長，同年4月1日在青山葬儀所舉行告別儀式。
林以文死後的同年6月，長男林瑞祥就任惠通企業社長。同年9月15日，中華民國政府的褒揚令與13日授予的“忠謨碩望”称号一起發佈。

## 外部連結
- ヒューマックス （页面存档备份，存于） - 官方網站
- ヒューマックスグループ （页面存档备份，存于） - 官方網站
- 日本副首相福田赳夫，一日在東京青山殯儀館主持中華民國故立法委員林以文的喪禮[永久] - 國家文化資料庫（台湾）、葬禮照片